# トゥインクル・コーポレーション
株式会社トゥインクル・コーポレーションは、東京都渋谷区東三丁目25-3に本社を置く芸能事務所である。

## 沿革
田辺エージェンシーのお笑い部門を移行し、1998年に設立。
マネジメント業務だけでなく、イベントの企画制作も行う。事務所主催のお笑いライブは2022年より3部制に移行した。

## 所属タレント

### お笑い
- 片桐仁
- エレキコミック（やついいちろう、今立進）
- 安田ユーシ
- 爆烈Q（高見司）
- おくまん
- 越田You
- 村山武蔵
- シロたろし
- ホシカワ
- レッスン祐輝
- かにゃ（丸沢丸、ビンオ）
- 街裏ぴんく
- 石川カズキ
- 黒子タクシー（桃寧、藍茶）
- 大豆デンキュー（丸山恭平、八坂優太、古沢佑次）
- たなしゅう
- ポルコ（NACO、森井あきひと）
- ムフロンズ（長谷川涼、平野憲人）
- ちびシャトル
- きみがすきだよ（早川パパ、越田You）
- コデラ戯言
- バニーぴょん吉郎
- ウフフワッハッハ
- 島内というもの
- #諒平
- たのしい生活。（無明院タク、花蝶フウタ）
- レモンコマドリ（小野寺ゆき、梶原はるな）
- ゆきけむり（こむかいとしふみ、小林こうじろう）
- エンジンコータロー

### 俳優・タレント
- 邦木奈帆
- 北村夏未
- 松田杏咲

### スポーツ・アーティスト
- 井原慶子
- 保田賢也
- 魔法使いアキット
- 氏神一番
- パーツイシバ
- キクチマコト
- 織辺真智子

### トゥインクルボイス
- 斉藤リョーツ
- 常世晶子
- 家田紗綾子
- AIRI
- 三田涼子
- 森屋チェリーさちよ
- れんげ
- 北村夏未

### 業務提携
- モンドくん（奥村門土）

## 過去の所属タレント
- 小林賢太郎（ラーメンズ）
  - 新事務所「スタジオコンテナ」へ独立・異動[注釈 1]。
  - その後も同社との契約は継続していたが、2020年11月16日に芸能活動の表舞台から引退、退社[3]。
- 快児
  - サンミュージックプロダクションへ異動。
- 黒色すみれ（Sachi、Yuka）
- オマスガ（OMA、SUGAR-G）
- 荻野智子
- とんがりネッシーズ（安田ユーシ、うに吉）
  - 1990年代後半に解散し、うに吉は退所。
- 今井鳥井（今井亨、鳥井貴博）
  - ケイダッシュステージへ異動後、2001年に解散。
- さめごはん（池永司、成田圭二）
  - キーストンプロへ異動後、2004年12月に解散。
- オール成増（並木伸之、鷲頭功学）
  - 2005年に解散。
- ラリアッツ（山内大史、相馬武明）
  - 2005年に解散。
- 南の風（風力3）（湯川宏明、井上亮）
  - 2006年1月に解散。
- 楽珍トリオ（久彌繁、浜田もり平、我善導）
  - WAHAHA本舗へ異動後、2009年12月に解散。
- パパロア（川島光明、小川康弘）
  - 2010年3月に解散。
- スペースラジオ（田部井有一郎、山本博永、内山慶記、ONY）
  - 2010年9月に解散。
- 中央線withyou（ウーウェイ、うじいえともみ）
  - 2011年1月に解散。
- 社会人Z
  - 2012年7月に退所。
  - はさみ家紙太郎として紙切り師に転身し、ボーイズ・バラエティー協会・プロデューサーハウスあ・うん（業務提携）へ異動。
- ザ・ベビースターズ（城田晃久、木下昌直）
  - 2012年7月に解散し、木下は退所。
- 松ぼっ栗（宮下沙千、松岡美子、黄地美緒）
  - 吉本興業へ異動後、2012年12月に解散。
- 少女ジャンプーズ（白幡いちほ、おおたさゆり）
  - 2014年7月に解散。
- 真心タッチ（加藤聖隆、島田和樹）
  - 退所後、ワタナベエンターテインメント・三木プロダクションを経て、株式会社TAPへ異動。
- カオポイント（おくまん、石橋哲也）
  - 2015年12月に解散。石橋は退所し、フリーランスのMC・構成作家として活動。
- モンブランズ（相澤一貴、南大介）
  - 2016年1月に解散。南はピン芸人に転向後、2019年8月31日に退所しフリーランスで活動。
- 納見佳容
  - 2017年3月31日に退所。
- 東京アヴァンギャルド（綾瀬マルタ、丸沢丸）
  - 2017年3月に解散し、綾瀬は退所。
- ストレンジサニィシアター（森井照人、佐々木ごう、熊本アイ）
  - 2017年7月に解散し、佐々木と熊本は退所。
- 安本精肉
  - 2018年5月に活動停止。
- ゴールドラッシュ（田辺利博、どいちゅー）
  - 2020年9月4日に解散。
- ゆきち（小路スペシャル、吉中）
  - サンミュージックプロダクションへ異動後、2021年4月27日に解散。
- はしこばし（高橋卓馬、橋田壌志）
  - 2022年3月5日に解散。
- 月見峠（平川裕地、大村裕紀）
  - 2022年11月6日に解散し、平川は退所。
- ブーメラン学園（ザッキー、酒井聡、杉村潤）
  - 2022年11月6日に解散し、酒井は退所。
- 藤子
  - 2022年11月30日に退所。
- エキストラ（島内遊樹、角亮人）
  - 2022年12月3日に解散し、角は退所。
- ランボルマーチン（諒平、大野タカミチ）
  - 2023年1月31日に解散[4]。

## 関連番組
- トゥインクルのニコジョッキー～越えられないハードルは、ただの壁だぜ！～（ニコジョッキー、2012年7月-）火曜